# Santa Maria i Sant Donat
L'Església de Santa Maria i Sant Donat és un edifici religiós situat a Murano, al nord d'Itàlia. És conegut pel seu paviment de mosaic bizantí del segle XII i es diu que conté les relíquies de sant Donat d'Euroea, així com grans ossos darrere de l'altar, es diu que són els ossos d'un drac occit pel sant.

## Història
L'església és una de les més antigues de la llacuna veneciana. Va ser construïda originàriament al segle VII i se sap que va ser reconstruïda entre el 1125 i el 1040 dC, tot i que és possible que hi hagi hagut més reconstruccions en èpoques posteriors.
El desenvolupament dels interiors de l'església i les valuoses relíquies estan relacionats amb la llegendària baralla entre les parròquies d'aquesta església i l'església veïna de Sant Esteve que va durar fins a l'any 1125, quan el Dux Domènec Michiel va establir definitivament el domini de l'església de Santa Maria per emmagatzemant-hi les relíquies de Sant Donat d'Euroea.

## Arquitectura
L'església i el seu campanar estan construïts amb maó de color marró vermell fosc, sense arrebossar. El campanar s'alça per separat. L'entrada principal de l'església està orientada a ponent, però la façana més impressionant és la columnata del costat est, que dona a un canal.
El terra de mosaic de pedra de colors de l'església data de l'any 1140. Té més de 500 metres quadrats i està fet de pòrfir, serpentina i altres pedres precioses. Les imatges figurals inclouen galls enganxats sobre qui porta una guineu", un paó reial, una àliga i uns grifons. També inclou patrons geomètrics que representen temes cristians.
El sòl ha estat sotmès a diversos tractaments de conservació patrocinats per l'organització sense ànim de lucre Save Venice Inc., a partir dels anys setanta. Més recentment, s'hi van assignar fons d'emergència per ajudar a reparar les tesseres i els suports de morter que faltaven després que l'església va ser inundada per marees altes al novembre i desembre de 2019, submergint el sòl del mosaic en aigua de mar corrosiva diverses vegades durant setmanes.
Les relíquies de Sant Donat es troben en un sarcòfag de marbre. Darrere de l'altar hi ha quatre costelles, penjades de filferros. Els ossos fan més d'1 metre de llarg. Segons la llegenda, es tracta d'ossos del drac assassinat per sant Donat a Grècia. És possible que aquests ossos siguin de grans mamífers extints del Plistocè.
- Altar a l'església.
- Església de Santa Maria i Sant Donat.